# 大分市立桃園小学校
大分市立桃園小学校（おおいたしりつ ももぞのしょうがっこう）は、大分県大分市山津町にある公立小学校。2005年（平成17年）に開校100周年を迎えた。

## 沿革
- 1906年（明治39年） - 三川尋常小学校を現在地に移転し、桃園尋常小学校となる。
- 1912年（明治45年） - 桃園尋常高等小学校と改称。
- 1941年（昭和16年） - 国民学校令により、桃園国民学校と改称。
- 1944年（昭和19年） - 鶴崎町との合併により、鶴崎町立桃園国民学校と改称。
- 1947年（昭和22年） - 学制改革により、鶴崎町立桃園小学校と改称。
- 1954年（昭和29年） - 市制施行に伴い、鶴崎市立桃園小学校と改称。
- 1955年（昭和30年） - 大分市との合併により、大分市立桃園小学校と改称。
- 1983年（昭和58年） - 明治北小学校の開校に伴い、校区の一部が分離。
- 2005年（平成17年） - 開校100周年。

## 通学区域
- 三川上、三川下、三川新町、山津町、寺崎町、仲西町、高城南町、乙津港町1丁目の一部、高城新町の一部、千歳の一部、高城西町の一部、小池原の一部、皆春の一部

## アクセス
- 鉄道

JR九州日豊本線：高城駅下車、徒歩17分。
- バス

大分バス（D60、D70～73、D75、D77、D80～82、F-1、F93・94、F97、G-1、G94、G97、H-1、H90、H92～94、J90・91、K-3～7、K90～97、L90、L96・97、M94系統）：「千才下」バス停下車、徒歩3分。
大分バス（D30系統）：「真光寺」バス停下車、徒歩6分。

## クラブ活動
- サッカークラブ
- バスケットボールクラブ
- バドミントンクラブ
- イラストクラブ
- アンサンブルクラブ

## 著名な卒業生
- 松冨倫 - プロ野球選手、福岡ソフトバンクホークス所属（育成）。